# Clytia hesperia
Clytia hesperia är en nässeldjursart som först beskrevs av Torrey 1904.  Clytia hesperia ingår i släktet Clytia och familjen Campanulariidae. Inga underarter finns listade i Catalogue of Life.